# 船鉾

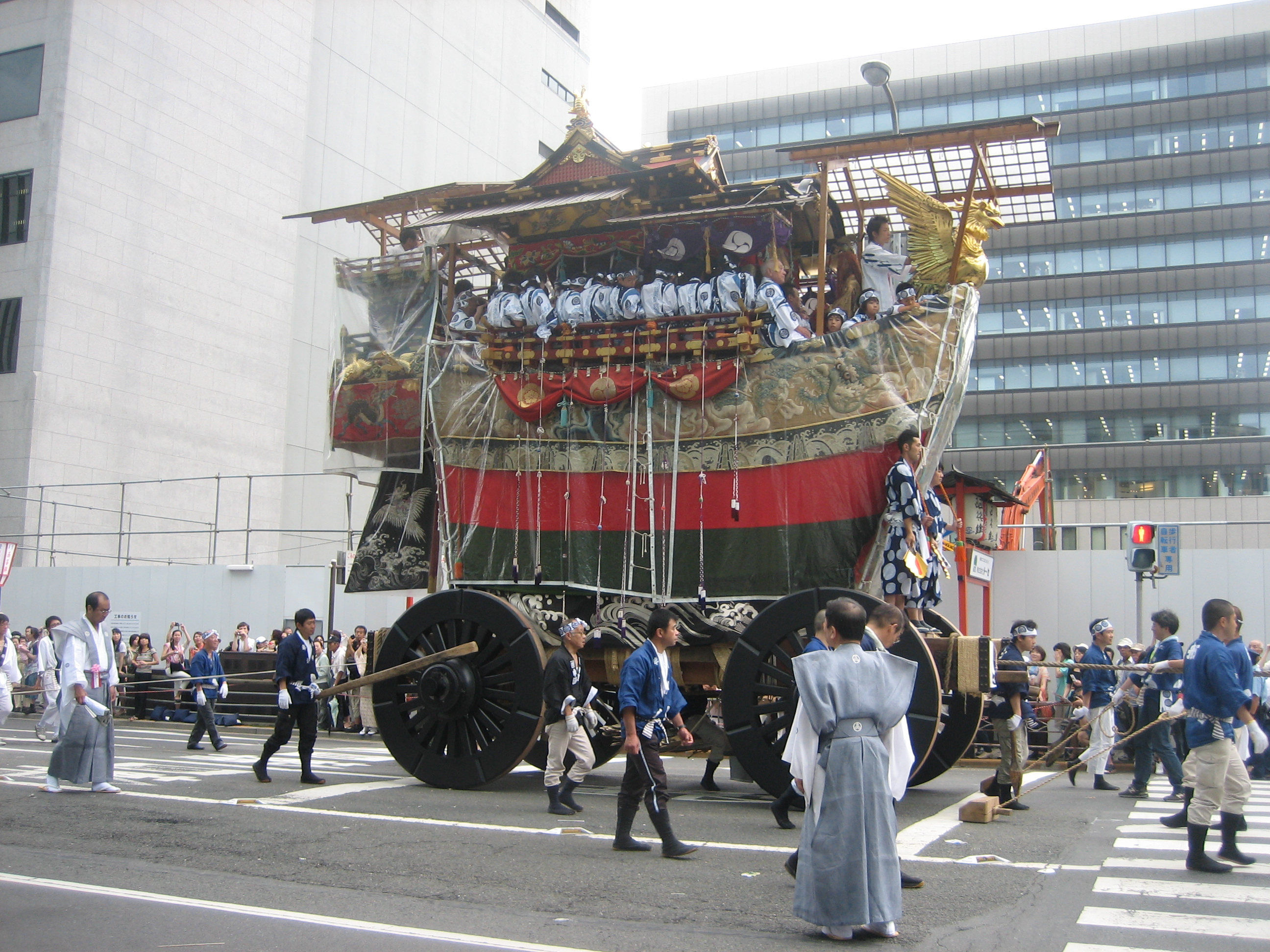
2009年の祇園祭での船鉾

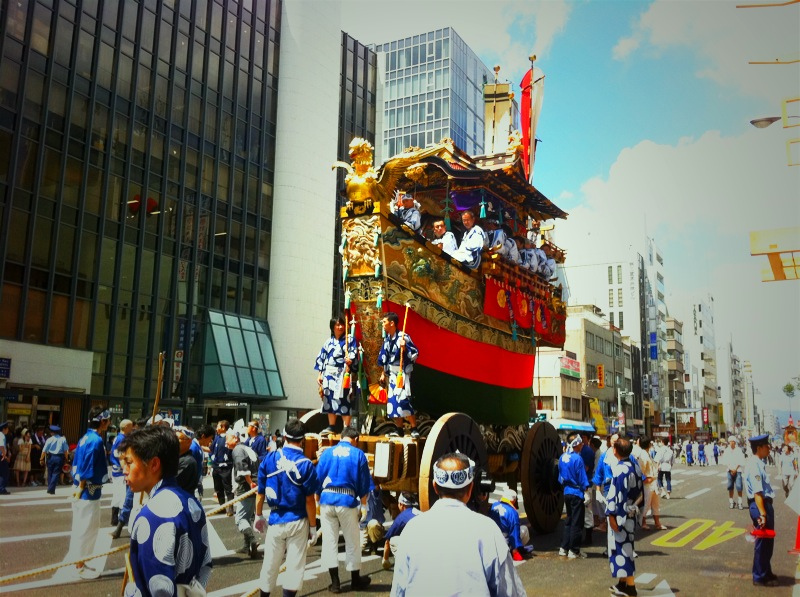
2010年の祇園祭での船鉾

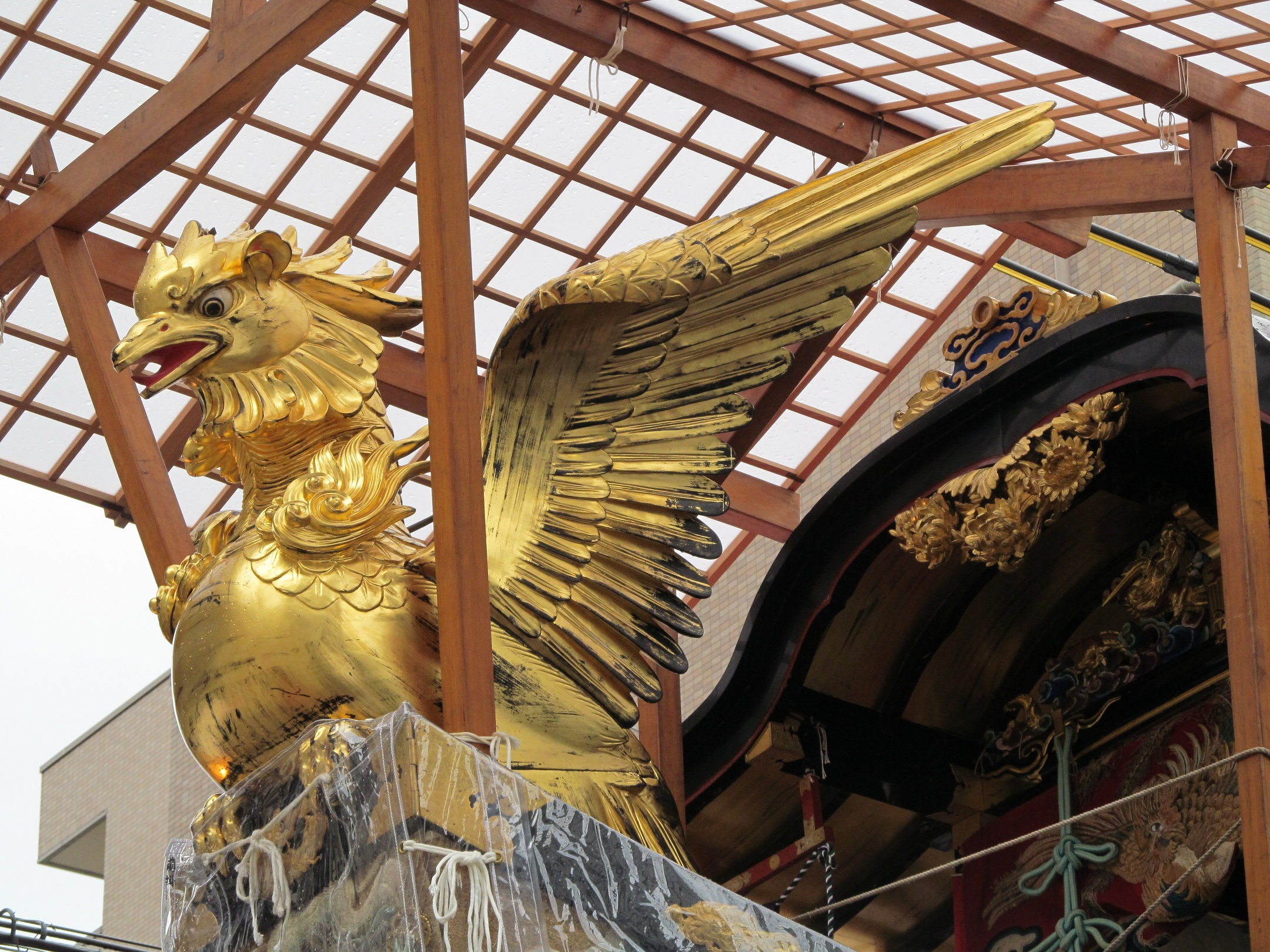
船首の鷁（げき）

船鉾（ふねぼこ、ふねほこ）は、京都市内で行われる祇園祭で、7月17日の前祭の巡行の最後を飾る「山鉾」。前祭、後祭の双方に船形の鉾があり、かつてはいずれも船鉾と呼ばれてきたが、現在単に「船鉾」というと、前祭の船鉾の事を指す。後祭の船鉾は「大船鉾」と呼ばれて、区別されている。
山鉾町は京都市下京区新町通綾小路下ル船鉾町。

## 由来
身重でありながら男装し海戦に勝利した『日本書紀』の神功皇后の新羅征討（三韓征伐）の説話に由来し、軍船（安宅船）の形をしている。後祭の最後を巡行する大船鉾も同じ説話に由来するが、神功皇后の説話に基づいて前祭のものが「出陣船鉾」、後祭のものが「凱旋（凱陣）船鉾」と言う通称で呼ばれており、古来2基の船鉾が同時に巡行することはないとされる。
現在の船鉾は、宝暦年間に再興が始まり、天保年間頃に完成。財団法人祇園祭船鉾保存会が主体となって運営している。
前後2基の船鉾は、同時に巡行することがなかったため、特に区別する呼称はなく双方とも船鉾と呼ばれていた。後祭の船鉾は旧暦の祭事の日程から「十四日船鉾」や「凱旋船鉾」という通称でも知られたが、1984年からは祇園社記の記述などを元に大船鉾と呼ばれている。後祭の船鉾の方が前祭のものより一回り大きかったため、このように呼ばれていたとされるが、両方が並んだことがないため、本当のところは不明である。現在の鉾の全長は船鉾6.48m、大船鉾7.47mで大船鉾が大きいが、高さは船鉾6.66m、大船鉾6.25mで船鉾のほうが大きい。

## 歴史
船鉾の名の初めての登場は、室町時代中期頃の文書、祇園社（今の八坂神社）に伝わる『祇園社記』の中の第十五、御霊会山鉾記の記事で「神功皇后の船」と記されており、その一つが「出陣の鉾」といわれる現在の船鉾である。応仁の乱で荒廃した後、1496年（明応5年）に復興して参加。1788年（天明8年）には天明の大火によって焼失し、1792年（寛政4年）に復興し巡行に参加、1864年（元治元年）にどんどん焼けで車4枚を焼失し巡行からは外れていたが、1889年（明治22年）には南観音山の車を借り巡行に参加し、1892年（明治25年）からは復旧して巡行に復帰した。
第二次大戦後は2回目の巡行となった1948年（昭和23年）から参加している。

## 装飾
全長は6.48メートル、高さ・6.66メートル、幅3.3メートル。船首には想像上の鳥である鷁（げき）、船尾には飛龍紋の舵がつけられている。屋根には2本の竿が立てられ、これに紅白の長旒・吹流しがつけられている。2017年には天水引を新調している。
巡行の際には屋形内に神功皇后、住吉明神、鹿島明神、安曇磯良（龍神）の御神体が祀られる。飾られた神功皇后の人形は、面を着け頭に天冠を頂き、紺金襴の大袖に緋の大口を着用する。前祭の御神体は大鎧を付けているが、後祭の方は鎧はまとわないという違いがある。住吉明神は長い白髪で弓と刀を携えている。鹿島明神は長刀をもって立っており、この長刀は井上和泉守真海の作とされる。磯良は前祭では朱色の台に乗った潮満瓊、潮干瓊の珠を乗せて捧持し、後祭では合掌している。
皇后の神面は文安年間に作られたとみられている。古来安産に奇瑞があるといわれ、宮中でも尊敬され、明治天皇の御降誕に際して宮中へ参内している。

## その他
御神体の神功皇后には安産の御利益があるとされる。皇后の神像は妊婦がつける腹帯である岩田帯をたくさん巻いて巡行し、祭りの後、安産のお守りとして妊婦に授与されている。
神面は普段は厳重に保管されており、7月3日にその神面の無事を確認する神面改めが行われる。

## 註
1. ↑  “公益財団法人 祇園祭船鉾保存会”.   公益財団法人 祇園祭船鉾保存会. 2020年7月28日閲覧。
2. ↑  “山鉾の魅力細見 -船鉾-”.   京都市下京区. 2020年7月28日閲覧。
3. ↑  “山鉾について 船鉾”.   公益財団法人祇園祭山鉾連合会. 2020年7月28日閲覧。
4. ↑  “輝く鳳凰、船鉾の天水引新調　祇園祭”.  京都新聞 (2017年7月3日). 2018年7月29日閲覧。
5. ↑  “祇園祭で最後尾進む船鉾、古式にのっとり「神面改め」　１７日に前祭の巡行”.  産経新聞 (2018年7月3日). 2018年7月29日閲覧。